# Ingelsträde
Ingelsträde är en tätort i Väsby socken i Höganäs kommun i Skåne län.

## Historia
Ingelsträde var förr ett stationssamhälle utefter Skåne–Hallands Järnväg, närmare bestämt dess tvärbana till Höganäs. Vid upprivningen av banan 1997 behöll man i Ingelsträde som ett minne av det förflutna stationsområdet oförändrat med spår, perronger, skyltar och kontaktledningsmaster med ledning. Även stationshuset finns kvar som privatbostad.

### Befolkningsutveckling
| Befolkningsutvecklingen i Ingelsträde 1960–2020 | Befolkningsutvecklingen i Ingelsträde 1960–2020 | Befolkningsutvecklingen i Ingelsträde 1960–2020 | Befolkningsutvecklingen i Ingelsträde 1960–2020 | Befolkningsutvecklingen i Ingelsträde 1960–2020 |
| ----------------------------------------------- | ----------------------------------------------- | ----------------------------------------------- | ----------------------------------------------- | ----------------------------------------------- |
|                                                 |                                                 |                                                 |                                                 |                                                 |
| År                                              |                                                 |                                                 | Folkmängd                                       | Areal (ha)                                      |
| 1960                                            | 1960                                            |                                                 | 235                                             |                                                 |
| 1965                                            | 1965                                            |                                                 | 212                                             |                                                 |
| 1975                                            | 1975                                            |                                                 | 203                                             |                                                 |
| 1980                                            | 1980                                            |                                                 | 204                                             |                                                 |
| 1990                                            | 1990                                            |                                                 | 222                                             | 36                                              |
| 1995                                            | 1995                                            |                                                 | 219                                             | 36                                              |
| 2000                                            | 2000                                            |                                                 | 230                                             | 36                                              |
| 2005                                            | 2005                                            |                                                 | 238                                             | 36                                              |
| 2010                                            | 2010                                            |                                                 | 241                                             | 37                                              |
| 2015                                            | 2015                                            |                                                 | 250                                             | 44                                              |
| 2020                                            | 2020                                            |                                                 | 254                                             | 44                                              |
| Anm.: Ej tätort 1970-1975.                      |                                                 |                                                 |                                                 |                                                 |

## Samhället
Sveriges enda cirkusmuseum är inrymt i den gamla byskolan.

## Personer från orten
Den kände folklivsforskaren Nils Månsson Mandelgren föddes i Ingelsträde.